# Manre
Manre ist eine französische Gemeinde mit 105 Einwohnern (Stand: 1. Januar 2022) im Département Ardennes in der Region Grand Est. Sie gehört zum Arrondissement Vouziers und zum Kanton Attigny.

## Geographie
Das Flüsschen Alin (manchmal auch Allin geschrieben) durchquert das Gemeindegebiet.
Nachbargemeinden sind Aure im Norden, Marvaux-Vieux im Nordosten, Ardeuil-et-Montfauxelles im Osten, Gratreuil im Südosten und Sommepy-Tahure im Süden und Westen.

## Bevölkerungsentwicklung
| Jahr      | 1962 | 1968 | 1975 | 1982 | 1990 | 1999 | 2006 | 2011 | 2016 |
| --------- | ---- | ---- | ---- | ---- | ---- | ---- | ---- | ---- | ---- |
| Einwohner | 165  | 138  | 138  | 125  | 114  | 108  | 123  | 95   | 100  |

## Sehenswürdigkeiten

Kirche Saint-Martin

- Kirche Saint-Martin
- Mühle